# Cedrick Wilson Jr.
Cedrick Wilson Jr. (geboren am 20. November 1995 in Memphis, Tennessee) ist ein US-amerikanischer American-Football-Spieler auf der Position des Wide Receivers. Er spielte College Football für die Boise State University und steht seit 2024 bei den New Orleans Saints in der National Football League (NFL) unter Vertrag. Zuvor spielte Wilson vier Jahre lang für die Dallas Cowboys und zwei Jahre lang für die Miami Dolphins.

## College
Wilson besuchte die White Station High School in seiner Heimatstadt Memphis, Tennessee, und spielte dort Football als Quarterback. Da keine Colleges an ihm als Quarterback Interesse zeigten, ging er ab 2014 auf das Coffeyville Community College in Coffeyville, Kansas, und spielte dort zwei Jahre lang als Wide Receiver, bevor er auf die Boise State University wechselte, um College Football für die Boise State Broncos zu spielen. Bei den Broncos kam er 2016 in dreizehn Partien zum Einsatz, davon fünfmal als Starter, bevor er 2017 Stammspieler wurde und in 14 Partien mit 1511 Yards Raumgewinn im Passspiel einen neuen Bestwert an seinem College aufstellte und in das All-Star-Team der Mountain West Conference gewählt wurde. In seinem letzten Spiel am College, einem 38:28-Sieg gegen die Oregon Ducks im Las Vegas Bowl, fing Wilson zehn Pässe für 221 Yards und einen Touchdown und wurde zum Most Valuable Player (MVP) des Spiels gewählt. Neben seiner Rolle als Wide Receiver wurde er am College auch als Return Specialist eingesetzt.

## NFL
Wilson wurde im NFL Draft 2018 in der sechsten Runde an 208. Stelle von den Dallas Cowboys ausgewählt. Wegen einer Schulterverletzung wurde er zu Beginn der Saisonvorbereitung am 29. Juli 2018 auf die Injured Reserve List gesetzt und fiel damit für seine gesamte Rookiesaison aus.
In der Saison 2019 wurde Wilson zunächst nicht für den 53-Mann-Kader der Cowboys berücksichtigt und in den Practice Squad aufgenommen. Infolge einer Verletzung von Tavon Austin wurde er aber ab dem zweiten Spieltag wieder in den aktiven Kader aufgenommen. Anschließend kam er als Ergänzungsspieler zu vereinzelten Einsätzen und spielte in den Special Teams. Wegen einer Knieverletzung verpasste er die letzten drei Spiele, zudem hatte er zu Beginn der Saison mit einer Gehirnerschütterung zu kämpfen. In seiner dritten NFL-Saison fing Wilson 17 Pässe für 189 Yards und zwei Touchdowns, dabei war er vor allem am dritten Spieltag gegen die Seattle Seahawks erfolgreich, als er seine beiden Touchdowns erzielte und insgesamt fünf Pässe fangen konnte, mit denen er 107 Yards Raumgewinn erzielen konnte. Zudem warf Wilson in Woche 5 bei einem Trickspielzug einen Touchdownpass auf Dak Prescott.
Nach der Saison belegten die Cowboys Wilson mit einem Original-Round Tender, den er im April 2021 unterschrieb. Damit erhielt er knapp 2,2 Millionen US-Dollar für die Saison 2021. In der Saison 2021 nahm Wilson eine größere Rolle in der Offense der Cowboys ein, da Michael Gallup mehrere Spiele verletzungsbedingt verpasste. Er bestritt vier Spiele als Starter, fing 45 Pässe für 602 Yards Raumgewinn und sechs Touchdowns, jeweils klare Karrierebestwerte. Zudem wurde er elfmal als Punt Returner eingesetzt und warf bei Trickspielzügen drei Pässe, die alle ankamen.
Im März 2022 unterschrieb Wilson einen Dreijahresvertrag im Wert von 22,8 Millionen US-Dollar bei den Miami Dolphins. Er kam nicht über eine Rolle als vierter Wide Receiver hinter Tyreek Hill, Jaylen Waddle und Trent Sherfield hinaus und fing nur 12 Pässe für 136 Yards. Zum Ende der Saison hin wurde Wilson als Punt Returner eingesetzt, bei der Play-off-Niederlage gegen die Buffalo Bills gelang ihm ein Return über 50 Yards, der bis dahin längste in der Play-off-Geschichte der Dolphins. Vor der Saison 2023 einigte Wilson sich mit den Dolphins auf einen umstrukturierten Einjahresvertrag, da er nicht die ihm zugedachte Rolle hatte einnehmen können. In seinem zweiten Jahr für die Dolphins sah er durch Ausfälle der vor ihm stehenden Receiver mehr Spielzeit und fing 22 Pässe für 296 Yards und drei Touchdowns in der Regular Season sowie drei Pässe für 37 Yards bei der Niederlage gegen die Kansas City Chiefs in der ersten Runde der Play-offs.
Im März 2024 unterschrieb Wilson einen Zweijahresvertrag bei den New Orleans Saints.

### NFL-Statistiken
| 2018                               | Dallas Cowboys     | kein Einsatz | kein Einsatz | kein Einsatz | kein Einsatz | kein Einsatz | kein Einsatz | kein Einsatz | kein Einsatz | kein Einsatz | kein Einsatz | kein Einsatz | kein Einsatz | kein Einsatz | kein Einsatz | kein Einsatz | kein Einsatz |
| 2019                               | Dallas Cowboys     | 5            | 0            | 5            | 46           | 9,2          | 14           | 0            | 0            | 0            |              |              |              |              |              |              |              |
| 2020                               | Dallas Cowboys     | 16           | 0            | 17           | 189          | 11,1         | 42           | 2            | 0            | 0            |              |              |              |              |              |              |              |
| 2021                               | Dallas Cowboys     | 16           | 4            | 45           | 602          | 13,4         | 73           | 6            | 3            | 2            |              |              |              |              |              |              |              |
| 2022                               | Miami Dolphins     | 15           | 0            | 12           | 136          | 11,3         | 21           | 0            | 0            | 0            |              |              |              |              |              |              |              |
| 2023                               | Miami Dolphins     | 15           | 3            | 22           | 296          | 13,5         | 31           | 3            | 0            | 0            |              |              |              |              |              |              |              |
| 2024                               | New Orleans Saints | 15           | 4            | 20           | 211          | 10,6         | 25           | 1            | 1            | 1            |              |              |              |              |              |              |              |
| Total                              | Total              | 83           | 11           | 121          | 1.480        | 12,2         | 73           | 12           | 4            | 3            |              |              |              |              |              |              |              |
| Quelle: pro-football-reference.com |                    |              |              |              |              |              |              |              |              |              |              |              |              |              |              |              |              |

## Persönliches
Sein Vater Cedrick Wilson Sr. war ebenfalls Footballspieler. Er spielte am College für die Tennessee Volunteers und anschließend sieben Jahre lang in der NFL für die San Francisco 49ers und die Pittsburgh Steelers, mit denen er den Super Bowl XL gewann.